# 大阪市立中道小学校
大阪市立中道小学校（おおさかしりつ なかみちしょうがっこう）は、大阪府大阪市東成区にある公立小学校。
時間割を年間4期制にする独自の工夫をおこなっている。また陶芸活動や英語活動にも力を入れている。

## 沿革
1915年に東成郡中本第二尋常小学校として、中本第一尋常小学校（現在の大阪市立中本小学校）から分離して開校した。創立当初は、同一校区（当時の東成郡中本村）内で中本第一小学校を男子校・中本第二小学校を女子校としていたが、1918年には校区を分離して男女共学とした。
- 1915年6月23日 - 東成郡中本第二尋常小学校として創立。当初は女子校。
- 1917年4月 - 中本第一小学校と校区を分離し、男女共学とする。
- 1925年4月1日 - 中本村が大阪市に編入されたことに伴い、大阪市中本第二尋常小学校と改称。
- 1934年9月21日 - 室戸台風で校舎倒壊、逃げ遅れた児童約30人のうち8人が死亡[1]。
- 1940年9月1日 - 大阪市中道尋常小学校と改称。
- 1941年4月1日 - 国民学校令により、大阪市中道国民学校と改称。
- 1944年9月10日 - 奈良県宇陀郡大宇陀町（現在の宇陀市）に集団疎開。
- 1945年6月15日 - 空襲で校舎被災。
- 1947年4月1日 - 学制改革により、大阪市立中道小学校に改称。

## 通学区域
- 大阪市東成区 玉津1丁目（全域）、玉津2丁目（一部）、東小橋1丁目（一部）。

卒業生は大阪市立玉津中学校に進学する。

## 交通
- 大阪環状線・Osaka Metro長堀鶴見緑地線 玉造駅 東へ約500m。
- Osaka Metro千日前線・今里筋線 今里駅 西へ約500m。